# Erziehung zur sozialistischen Persönlichkeit
Die Erziehung zur sozialistischen Persönlichkeit war oberstes Gebot des Bildungssystems der DDR. In der DDR galt nach dem Vorbild der Sowjetpädagogik die Jugend als Hoffnungsträger der führenden sozialistischen Partei.

## Merkmale
Die Legitimation zu dieser Erziehungsform leitete die SED aus ihrem Selbstverständnis ab. Als kommunistische Partei verfüge sie über die wissenschaftlichen Einsichten und notwendigen Erfahrungen im Klassenkampf. Auf Grundlage des Marxismus-Leninismus wurde eine Erziehung zur „wissenschaftlich fundierten, unverrückbaren ‚Klassenposition’“ und die Parteinahme für den Sozialismus erstrebt. Die planmäßige Erziehung zum neuen sozialistischen Menschen setzte im Vorschulalter ein und durchzog alle Unterrichtsfächer auf allen Stufen des einheitlich organisierten Erziehungssystems. Die im Erziehungsprozess vermittelten Wertorientierungen und Verhaltensweisen erfüllten ihre Funktion nur dann, wenn sie mit den Zielen von Partei und Staat in Übereinstimmung lagen.
Der Erziehung zur sozialistischen Persönlichkeit wurde ein dichotomisches Freund-Feind-Schema zugrunde gelegt, das im Feindbild negative Vorurteile bündelte und eine differenzierte Beurteilung dessen, was als Feind ausgewiesen wurde, verunmöglichte.
Die „Sozialistische Persönlichkeit“ wird in Abschnitt I („Die Entwicklung der Jugend zu sozialistischen Persönlichkeiten“) des Jugendgesetzes der DDR von 1974 beschrieben.
Als vorrangige Aufgabe definierte das Gesetz, die jungen Menschen so zu erziehen, dass diese
- den Ideen des Sozialismus treu ergeben sind,
- als Patrioten und Internationalisten denken und handeln und
- den Sozialismus stärken und gegen alle Feinde zuverlässig schützen.

„Auf sozialistische Art zu arbeiten“, „den Freundschaftsbund mit der Sowjetunion und den ... Bruderländern zu stärken“ und die „Errungenschaften des Sozialismus“ zu verteidigen waren Hauptkriterien für eine sozialistische Persönlichkeit.
Das Gesetz regelte in § 2 „Die Entwicklung der jungen Menschen zu sozialistischen Persönlichkeiten ist Bestandteil der Staatspolitik der Deutschen Demokratischen Republik“ und brachte damit zum Ausdruck, dass die Indoktrination der Jugend nicht nur Aufgabe der Schule, sondern aller Institutionen des Staates war.
Für Kinder vom sechsten bis neunten Lebensjahr gab es die „Gebote der Jungpioniere“, vom zehnten bis vierzehnten Lebensjahr die „Gesetze der Thälmann-Pioniere“ (siehe Pionierorganisation Ernst Thälmann), später die an die biblischen Zehn Gebote angelehnten Zehn Gebote der sozialistischen Moral und Ethik.
Instrumente der Bildung zur sozialistischen Persönlichkeit waren u. a.
- in der Schule die Staatsbürgerkunde, in der Marxismus-Leninismus gelehrt wurde, und
- Wehrerziehung sowie Wehrunterricht zur Militarisierung der Gesellschaft (bzw. nach Eigendarstellung, um den Sozialismus gegen seine Feinde zu schützen), sowie
- die Leistungsabzeichen für Kinder in der DDR zur Erziehung hin zu einem sozialistischen Leistungsdenken.

Die Erziehung zu sozialistischen Persönlichkeiten war auch Teil der Medienpolitik der DDR. Das Jugendgesetz schrieb „Presse, Rundfunk, Film und Fernsehen der Deutschen Demokratischen Republik sind verpflichtet, die Qualität und die Anzahl von Veröffentlichungen, Sendungen und Produktionen zu erhöhen, die den vielseitigen Interessen der Jugend und den Erfordernissen sozialistischer Jugenderziehung entsprechen.“ Hierzu gehörte auch das Bemühen, durch Zensur eine kritische Auseinandersetzung der Jugend mit der Realität des Sozialismus im Ostblock zu unterbinden.

### Aufsätze
- Kurt Reinschke: Geschichte der DDR. Erziehung zur sozialistischen Persönlichkeit. In: IzPB 231/1991.
- Ilko-Sascha Kowalczuk: Was war die „sozialistische Persönlichkeit“? In: ders., Die 101 wichtigsten Fragen DDR. München 2009, S. 43 f.

### Monografien
- Verena Zimmermann: Den neuen Menschen schaffen. Die Umerziehung von schwererziehbaren und straffälligen Jugendlichen in der DDR (1945-1990). Dissertation, Böhlau 2004, ISBN 341212303X.
- Sabine Dengel: Untertan, Volksgenosse, Sozialistische Persönlichkeit: Politische Erziehung im Deutschen Kaiserreich, dem NS-Staat und der DDR. Campus Verlag; Auflage: 1 (November 2005), ISBN 3593378728.
- Andreas Gatzemann: Die Erziehung zum „neuen“ Menschen im Jugendwerkhof Torgau: Ein Beitrag zum kulturellen Gedächtnis. Lit Verlag 2008.
- Daniel Krausz: Die Umerziehung schwererziehbarer und krimineller Jugendlicher in den Jugendwerkhöfen der DDR. Hamburg 2009.